# Lịch sử địa chất của oxy

Lượng O_{2} trong khí quyển. Đường đỏ và lục biểu thị dải ước lượng. Thời gian tính ra Ga.
Kỳ 1 (3.85–2.45 Ga): Không có O_{2} trong bầu khí quyển
Kỳ 2 (2.45–1.85 Ga): O_{2} được tạo ra nhưng bị hấp thụ ở đại dương và đất đá đáy biển
Kỳ 3 (1.85–0.85 Ga): O_{2} bắt đầu tích lũy ở đại dương, nhưng bị hấp thụ ở mặt đất
Kỳ 4 & 5 (0.85–ngày nay): O_{2} tích lũy trong khí quyển

Trong thành phần Trái Đất lượng oxy chiếm 30,1% không đủ để oxy hóa các chất khác nên từ khi hình thành lớp vỏ rắn và khí quyển, thì bầu khí quyển của Trái Đất không có oxy tự do (O2). Đây là điều kiện tối quan trọng để sự sống ra đời, các phân tử hữu cơ sơ khai không bị oxy hóa mất .
Sự có mặt của oxy trong khí quyển như hiện nay, là quá trình dài trong lịch sử Trái Đất từ cỡ 3,5 Ga BP (tỷ năm trước) đến nay, tích lũy oxy thải ra từ quang hợp của các sinh vật có khả năng này, mà ngày nay là thảm thực vật chiếm phần chính.

## Lịch sử oxy
Khi quang hợp xuất hiện và phát triển, sinh vật prokaryote, trong đó vi khuẩn lam (Cyanobacteria) được coi là chủ đạo, thực hiện quang hợp đã cho ra O2 như một sản phẩm thải. Quá trình này đã diễn ra rất lâu trước khi oxy có thể tồn tại tự do trong khí quyển, có lẽ sớm nhất là 3,5 Ga trước đây . Ban đầu oxy sản xuất ra tan trong nước biển và bị hấp thụ nhanh chóng bởi các khoáng chất khử oxy, đặc biệt là sắt. Nó dẫn đến "rỉ sắt hàng loạt", lắng đọng dưới đáy đại dương, hình thành các thành hệ chứa khoáng vật sắt dạng dải.
Quá trình như vậy diễn ra trong quãng thời gian dài cỡ 0,6 đến 1 Ga, đến khi chất khử oxy hết thì oxy tự do bắt đầu tồn tại trong môi trường. Oxy hóa khí quyển diễn ra, như đốt carbide hydro dạng khí, sau đó là sự tích tụ oxy tự do trong khí quyển. Ban đầu oxy có trong bầu không khí với số lượng nhỏ khoảng 50 triệu năm trước khi bắt đầu sự kiện Thảm họa oxy hay "sự kiện oxy hóa lớn" (GOE, Great Oxygenation Event), sự kiện đã tiêu diệt các sinh vật yếm khí .
Với bối cảnh mức độ các sinh vật quang hợp sản sinh oxy chính hiện tại, lượng oxy hiện nay có thể được sản xuất trong vòng 2.000 năm . Khi chưa có thực vật, thì tốc độ sản sinh oxy bằng quang hợp diễn ra chậm hơn nhiều, trong thời kỳ tiền Cambri, và nồng độ của O2 đạt được ít hơn 10% của ngày nay. ồng độ và có thể thay đổi nhanh chóng. Oxy thậm chí có thể đã biến mất khỏi bầu không khí một lần nữa vào khoảng 1,9 Ga trước đây . Ban đầu dường như những biến động về nồng độ oxy ít ảnh hưởng trực tiếp đến sự sống, nên không quan sát thấy tuyệt chủng hàng loạt, cho đến khi sự sống phức tạp xuất hiện vào thời kỳ đầu của kỷ Cambri, 541 Ma trước đây .
Sự hiện diện của O2 cung cấp cho sự sống những cơ hội mới. Chuyển hóa hiếu khí là hiệu quả hơn so với chuyển hóa yếm khí, và sự hiện diện của oxy chắc chắn tạo ra khả năng mới cho cuộc sống để tiến hóa. Kể từ khi bắt đầu kỷ Cambri, nồng độ oxy trong khí quyển đã dao động giữa 15% và 35% khí quyển . Mức tối đa 35% đã đạt được vào cuối kỷ Carbon (khoảng 300 Ma BP), một đỉnh cao mà nó có thể đã góp phần vào tiến hóa đến kích thước lớn của côn trùng và động vật lưỡng cư thời đó.
Ngày nay các hoạt động của con người trong việc đốt các nhiên liệu hóa thạch hay thực vật, làm tăng nồng độ tương đối của CO2 trong khí quyển và tạo ra hiệu ứng nhà kính, nhưng ảnh hưởng tới nồng độ oxy là ít có ý nghĩa vì nồng độ này lớn .

## Tác động đến sự sống
Khi oxy hiện diện nhiều trên khí quyển, sự sống đã tìm ra một cách để sống sót trong môi trường oxy bằng cách sử dụng tiềm năng phong phú của oxy trong quá trình hô hấp. Vì oxy có tiềm năng oxy hóa khử cao, nó hoạt động như một chất nhận điện tử lý tưởng để tạo ra năng lượng sau khi phân hủy chất dinh dưỡng. Oxy sớm trở nên không thể thiếu cho các hoạt động trao đổi chất. Các sinh vật cũng phải tiến hóa để chống lại các tác động của sự oxy hóa. Mặc dù các phân tích giải trình tự và phát sinh gen ước tính sự tiến hóa của các enzyme giải độc ROS tồn tại ngay cả trước khi các vi khuẩn hiếu khí ra đời, sự kiện Oxy hóa vẫn đóng vai trò là chất xúc tác để định hình sự tiến hóa của các enzyme như superoxide effutase và catalase. Các sinh vật không thể thích nghi đủ tốt với oxy vẫn còn tồn tại trong môi trường kỵ khí.